# Дејзета (Тексас)
Дејзета (енгл. Daisetta) град је у америчкој савезној држави Тексас. По попису становништва из 2010. у њему је живело 966 становника.

## Демографија
Према попису становништва из 2010. у граду је живело 966 становника, што је 68 (6,6%) становника мање него 2000. године.
| Група             | 2000.       | 2010.       |
| Белци             | 981 (94,9%) | 866 (89,6%) |
| Афроамериканци    | 24 (2,3%)   | 31 (3,2%)   |
| Азијати           | 0 (0,0%)    | 5 (0,5%)    |
| Хиспаноамериканци | 22 (2,1%)   | 53 (5,5%)   |
| Укупно            | 1.034       | 966         |